# Ana, Princesa Real
Ana, Princesa Real, nascida Ana Isabel Alice Luísa; em inglês: Anne Elizabeth Alice Louise; (Londres, 15 de agosto de 1950) é a segunda filha e única menina da rainha Isabel II e do príncipe Filipe, Duque de Edimburgo, e a única irmã do rei Carlos III. Conhecida por sua dedicação ao serviço público e à filantropia, patrona de mais de 200 organizações de caridade e se envolve ativamente em causas como educação, esporte, saúde e bem-estar animal, frequentemente realiza mais compromissos oficiais em um ano do que qualquer outro membro da família real britânica. Nascida em 3º lugar na linha de sucessão ao trono britânico e agora é 18.º, e é, desde 1987, Princesa Real, título vitalício.
Nascida na Clarence House em Londres, foi educada na Escola Benenden e começou a assumir deveres reais na idade adulta. Tornou-se uma respeitada cavaleira, ganhando uma medalha de ouro em 1971 e duas de prata em 1975 no Campeonato Europeu de Eventos. Em 1976, ela se tornou o primeiro membro da família real britânica a competir nos Jogos Olímpicos.
A Princesa Real desempenha diversas tarefas e compromissos oficiais em nome do monarca. Ela tem patrocínio em mais de 300 organizações, incluindo WISE, Riders for Health, e Carers Trust. Seu trabalho de caridade gira em torno do esporte, ciências, pessoas com deficiência e saúde em países em desenvolvimento. Ela está associada à Save the Children há mais de cinquenta anos e já visitou vários de seus projetos; seu trabalho resultou em sua indicação para o Prêmio Nobel da Paz em 1990.
Ana se casou com o capitão Mark Phillips em 1973; eles se separaram em 1989 e se divorciaram em 1992. O casal tem dois filhos, Zara e Peter Phillips, e cinco netos. Meses após seu divórcio, Ana se casou com o comandante (agora vice-almirante) Sir Timothy Laurence, que ela conheceu enquanto ele servia como mordomo de sua mãe entre 1986 e 1989. Em 1988, a princesa Ana tornou-se membro do Comitê Olímpico Internacional (COI).

## Início de vida e educação

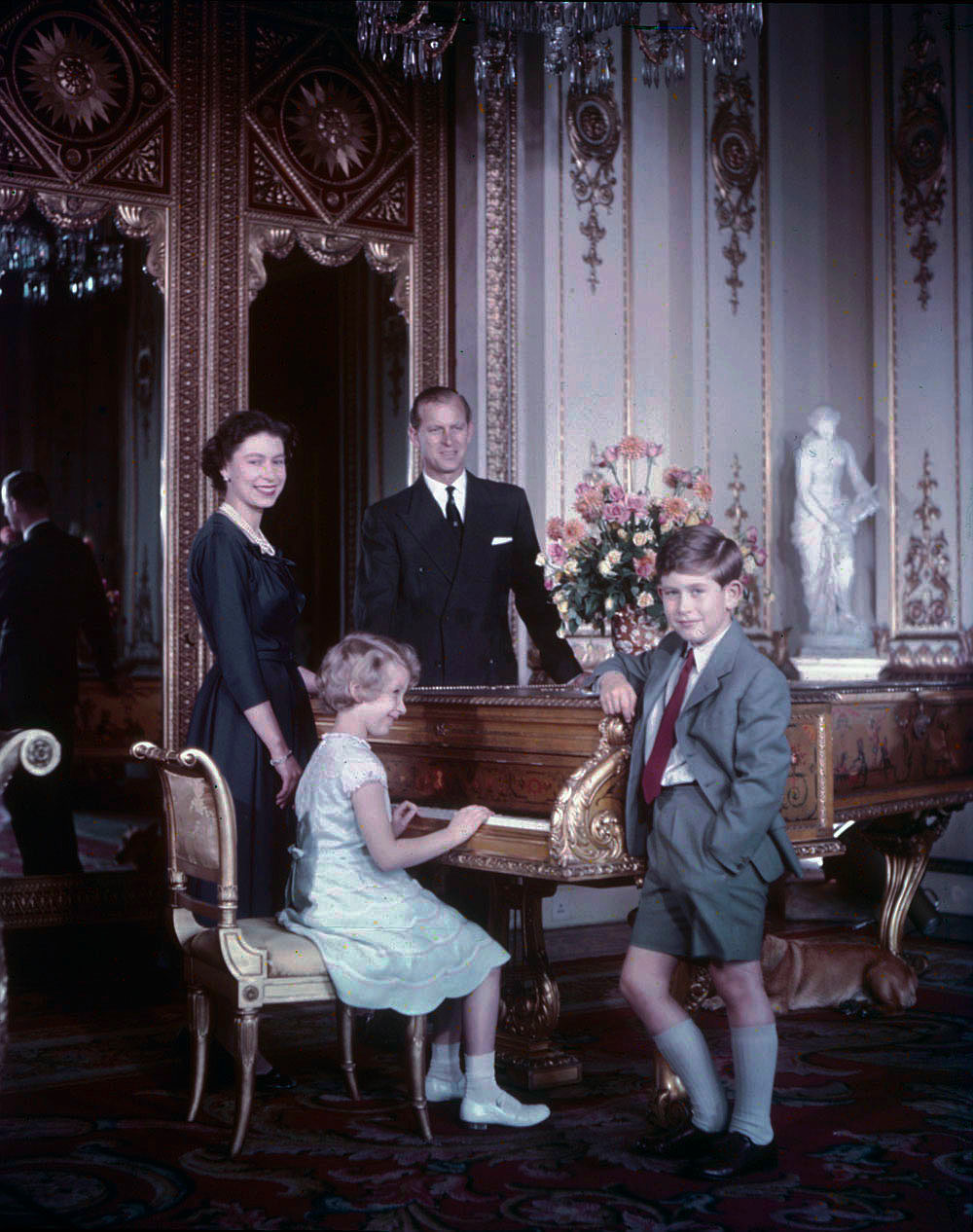
A Rainha, o Duque de Edimburgo, o Duque da Cornualha e a Princesa Anne em 1957.

Ana nasceu durante o reinado de seu avô materno, o Rei Jorge VI, na Clarence House em 15 de agosto de 1950 às 11h50, como segunda criança e única filha da Princesa Isabel, Duquesa de Edimburgo, e Filipe, Duque de Edimburgo. Uma salva de 21 tiros no Hyde Park sinalizou seu nascimento. Ana foi batizada na Sala de Música do Palácio de Buckingham em 21 de outubro de 1950, pelo Arcebispo de Iorque, Cyril Garbett. Seus padrinhos eram a Rainha (mais tarde Rainha Isabel, A Rainha Mãe; sua avó materna); a Princesa Margarida, Princesa Hereditária de Hohenlohe-Langenburg (sua tia paterna); Princesa Alice de Battenberg (sua avó paterna); Louis Mountbatten, 1.º Conde Mountbatten da Birmânia (seu tio-avô paterno); e Andrew Elphinstone (seu primo em primeiro grau). Na época de seu nascimento, ela era a terceira na linha de sucessão ao trono britânico, atrás de sua mãe – naquela época ainda princesa – e o irmão mais velho, Príncipe Carlos. Ela subiu para o segundo lugar após a ascensão de sua mãe e atualmente está na 17.ª posição na fila.
Uma governanta, Catherine Peebles, foi nomeada para cuidar de Ana e foi responsável por sua educação inicial no Palácio de Buckingham; Peebles também serviu como governanta para o irmão mais velho de Ana, Carlos. Após a morte de Jorge VI em fevereiro de 1952, a mãe de Ana ascendeu ao trono como Rainha Isabel II. Dada a sua pouca idade na época, Ana não compareceu à coroação em junho de 1953.
A empresa Girl Guides, a 1.ª Companhia do Palácio de Buckingham a incluir o pacote Holy Trinity Brompton Brownie, foi reformada em maio de 1959, especificamente para que, como sua mãe e sua tia haviam feito quando crianças, Ana pudesse socializar com meninas de sua idade. A empresa esteve ativa até 1963, quando Ana foi para um internato. Ana se matriculou na Benenden School em 1963. Em 1968, ela deixou a escola com seis níveis-O e dois níveis-A. Ela começou a realizar compromissos reais em 1969, aos 18 anos.
Em 1970, ela teve um breve relacionamento com Andrew Parker Bowles, que mais tarde se casou com Camilla Shand. Shand se casou muito mais tarde com o irmão de Ana, o Príncipe Carlos, como sua segunda esposa. Ana também foi brevemente ligada ao cavaleiro olímpico de hipismo Richard Meade.

## Hipismo
Na primavera de 1971, a Princesa Ana terminou em quarto lugar no Rushall Horse Trials. Aos 21 anos, Ana ganhou o título individual no European Eventing Championship e foi eleita a "Personalidade Esportiva do Ano" da BBC em 1971. Ela também montou vencedores em corridas de cavalos, competindo no Grand Military Steeplechase em Sandown Park Racecourse e Diamond Stakes no Royal Ascot.

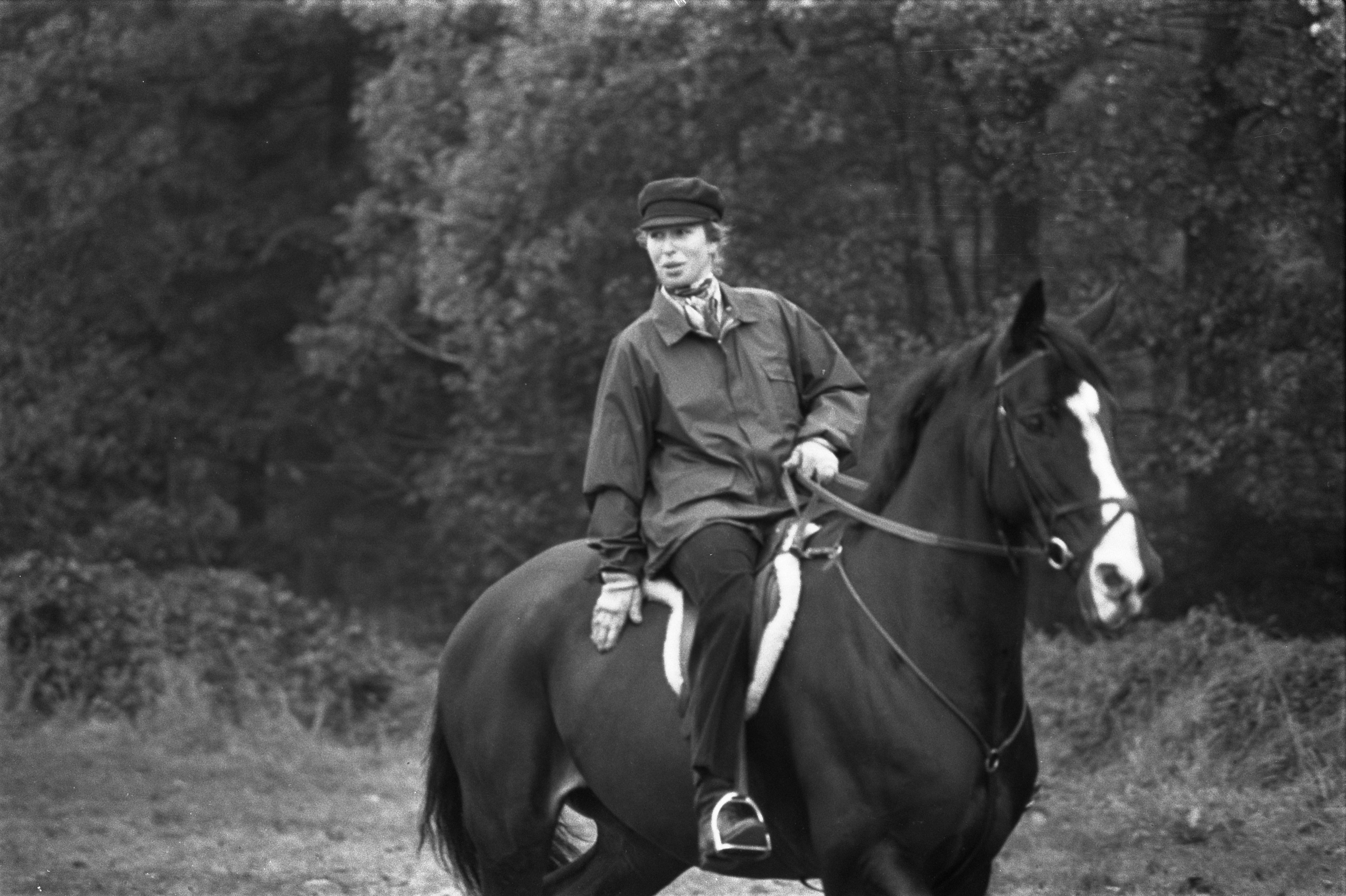
Ana montando em um evento nos Países Baixos (1980)

Por mais de cinco anos, ela também competiu com a equipe britânica de eventos, com seu cavalo caseiro, Doublet, sofrendo uma lesão durante o Badminton Horse Trials de 1972, e ganhando uma medalha de prata em disciplinas individuais e de equipe no 1975. No ano seguinte, Ana participou dos Jogos Olímpicos de 1976 em Montreal como membro da equipe britânica, montando o cavalo da rainha, Goodwill, em Eventing. Ana sofreu uma concussão no meio do curso, mas voltou a montar e terminou o evento; ela afirmou que não se lembra de fazer o resto dos saltos. A equipe britânica teve que desistir da competição depois que dois cavalos se machucaram. Ela terminou em sexto lugar no Badminton Horse Trials em 1979. Em 1985, ela participou de uma corrida de cavalos beneficente no Epsom Derby, terminando em quarto lugar.
Ana assumiu a presidência da Fédération Équestre Internationale de 1986 até 1994. Em 5 de fevereiro de 1987, ela se tornou o primeiro membro da família real a aparecer como concorrente em um programa de perguntas e respostas de televisão quando competiu no jogo do painel da BBC A Question of Sport.

## Casamentos e filhos

### Casamento com Mark Phillips

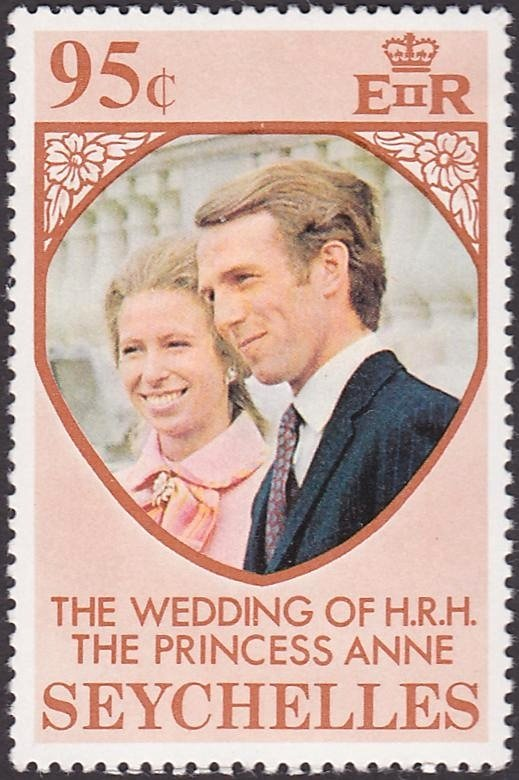
Selo real no Seychelles anunciando o casamento da Princesa Ana e Mark Phillips, 1973

Ana conheceu Mark Phillips, um tenente da 1ª Guarda da Rainha, em 1968, em uma festa para amantes de cavalos. Seu noivado foi anunciado em 29 de maio de 1973. Em 14 de novembro de 1973, o casal se casou na Abadia de Westminster em uma cerimônia televisionada, com uma audiência estimada de 100 milhões. Posteriormente, eles passaram a residir no Gatcombe Park. Como era costume para homens sem título se casarem com membros da família real, Phillips recebeu um condado, que ele recusou; consequentemente seus filhos nasceram sem títulos. Ana e seu marido tiveram dois filhos: Peter (nascido em 1977) e Zara Phillips (nascida em 1981). Ana e Phillips têm cinco netos. Em 31 de agosto de 1989, Ana e Phillips anunciaram sua intenção de se separar; o casal raramente era visto em público juntos e ambos eram romanticamente ligados a outras pessoas. Eles compartilhavam a custódia de seus filhos e, inicialmente, anunciaram que "não havia planos de divórcio". No entanto, em 13 de abril de 1992, o Palácio anunciou que Ana havia pedido o divórcio, que foi finalizado dez dias depois.

### Casamento com Timothy Laurence

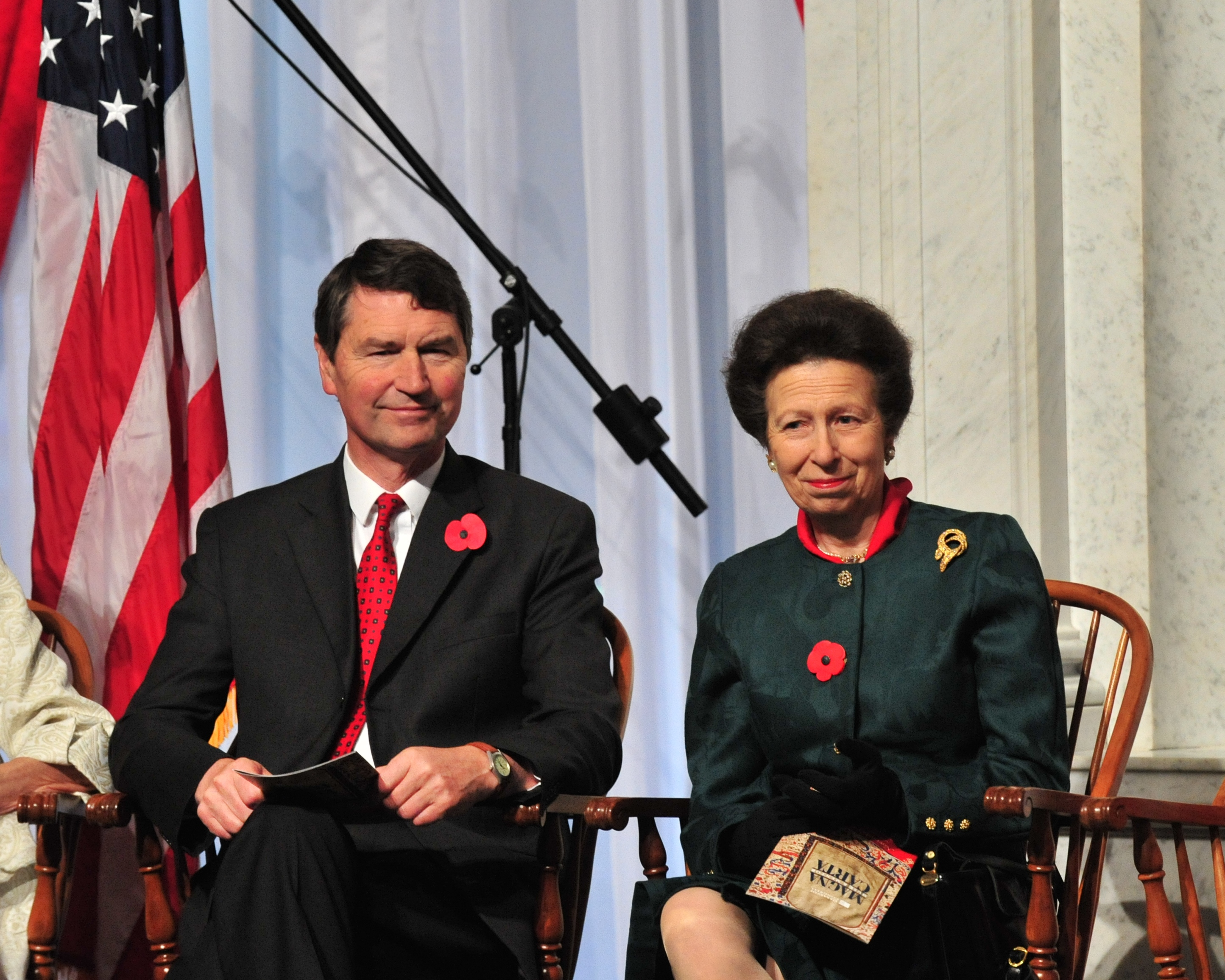
Princesa Ana com seu atual marido Timothy Laurence em 2014

Ana conheceu Timothy Laurence, um comandante da Marinha Real, enquanto ele servia no Royal Yacht Britannia. O relacionamento deles se desenvolveu no início de 1989, três anos depois que ele foi nomeado escudeiro da Rainha. Em 1989, a existência de cartas particulares de Laurence para a princesa foi revelada pelo jornal The Sun. O casal se casou em Crathie Kirk, perto do Castelo de Balmoral, na Escócia, em 12 de dezembro de 1992. Aproximadamente 30 convidados foram convidados para a cerimônia de casamento privado. Ao contrário da Igreja da Inglaterra na época, a Igreja da Escócia considerava o casamento uma ordenança da religião e não um sacramento e permitia o novo casamento de pessoas divorciadas sob certas circunstâncias. Em 2002, a Igreja da Inglaterra concordou que pessoas divorciadas poderiam se casar novamente na igreja sob certas circunstâncias, mas o assunto fica a critério do pároco. Ana se tornou a primeira divorciada real a se casar novamente desde a Princesa Vitória Melita de Saxe-Coburgo e Gota, neta da Rainha Vitória.
Para a cerimônia de casamento, Ana vestiu uma jaqueta branca sobre um "vestido recatado até o joelho" e um buquê de flores brancas em seu cabelo. Seu anel de noivado era feito de "uma safira cabochão ladeada por três pequenos diamantes de cada lado". Após a cerimônia de casamento, o casal e os convidados foram para Craigowan Lodge para uma recepção privada. Laurence não recebeu nobreza e o casal alugou um apartamento na Dolphin Square, em Londres. Eles residem entre um apartamento no Palácio de St. James e Gatcombe Park.

## Tentativa de sequestro
A princesa foi alvo de uma fracassada e perigosa tentativa de sequestro, em 20 de março de 1974. O incidente ocorreu quando a princesa e seu marido Mark Phillips estavam retornando ao Palácio da Buckingham de um evento de caridade na cidade de Londres, na Pall Mall. A carruagem real que os conduzia foi forçada a parar quando um carro Ford parou à frente deles. O motorista do veículo, Ian Ball (depois julgado como mentalmente instável) saiu segurando uma arma. O inspetor James Beaton pulou da carruagem para desarmar Ball, mas levou um tiro no peito e na cabeça. O chofer Alex Callender tentou desarmá-lo, quando Ball se aproximou da carruagem para raptar a princesa, mas também foi baleado. O jornalista Brian McConnell, que estava próximo, tentou ajudar e levou um tiro no peito. A princesa conseguiu, enquanto isso, sair da carruagem e fugir para o outro lado, e Ron Russell golpeou Ian Ball atrás da cabeça. Michael Hills, que também estava próximo, foi baleado por Ball. Finalmente, o policial Peter Edmonds prendeu Ian.
Ball foi julgado culpado por tentativa de rapto e assassinato e declarado mentalmente instável. A sentença foi mandá-lo para o Hospital de Broadmoor, um dos três maiores hospitais psiquiátricos de segurança máxima do Reino Unido. Ian Ball planejava pedir 2 ou 3 milhões de libras esterlinas em troca da princesa. O incidente fez com que o nível de segurança da família real britânica aumentasse. O inspetor James Beaton recebeu a George Cross (Cruz de Jorge), a mais alta condecoração para um civil do Reino Unido e da Commonwealth. Alex Callender, Brian McConnell, Ron Russell e Michael Hills receberam a Queen's Gallantry Medal (Medalha de Galanteria da Rainha), a condecoração de terceiro nível para um civil britânico.

## Atividades oficiais e obras de caridade

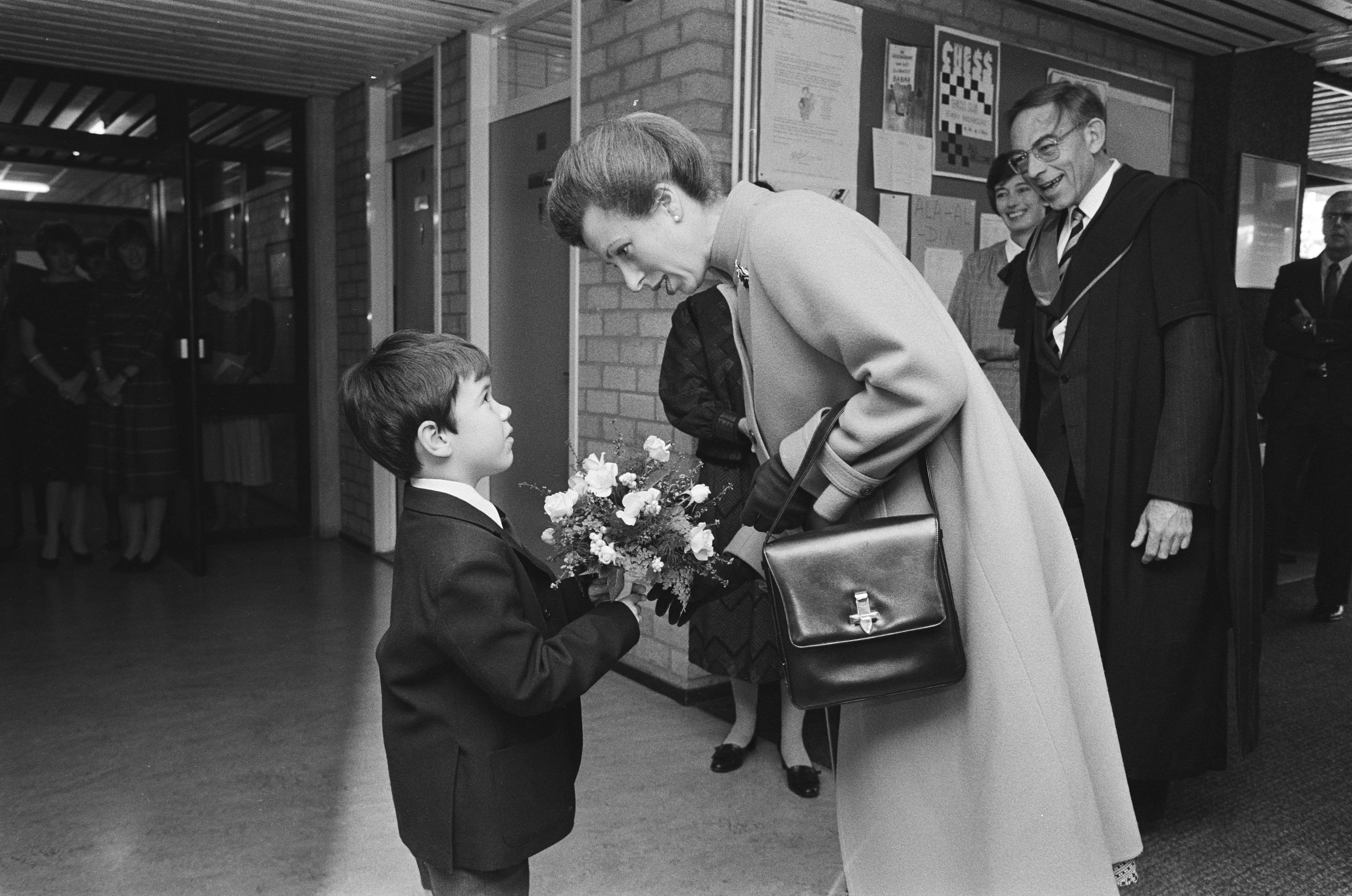
Anne visitando uma escola britânica na Holanda em 1984

Ana assume uma série de deveres e compromissos em nome de sua mãe, em apoio ao seu papel como soberana dos reinos da Commonwealth. Kevin S. MacLeod, o secretário canadense da Rainha, disse sobre Ana em 2014: "Seu credo é: 'Mantenha-me ocupada. Estou aqui para trabalhar. Estou aqui para fazer coisas boas. Estou aqui para conhecer o maior número de pessoas possível'." Foi revelado em dezembro de 2017 que a Princesa Real havia assumido os compromissos mais oficiais daquele ano de toda a família real, incluindo sua mãe. Entre suas visitas reais, a princesa viajou pela Noruega, Jamaica, Alemanha, Áustria, Nova Zelândia e Austrália.
Seu primeiro compromisso público foi na abertura de um centro educacional e de treinamento em Shropshire em 1969. Ana viaja para o exterior em nome do Reino Unido até três vezes por ano. Ela começou a realizar visitas ao exterior ao sair da escola secundária, e acompanhou seus pais em uma visita de Estado à Áustria no mesmo ano. Sua primeira viagem à Austrália foi com seus pais em 1970, desde então ela voltou em várias ocasiões para assumir compromissos oficiais como coronel-chefe de um regimento australiano, ou para participar de memoriais e serviços, como o National Memorial Service for vítimas dos incêndios florestais do Sábado Negro em Melbourne, Austrália, em 22 de fevereiro de 2009. Em 1990 ela foi o primeiro membro da família real a fazer uma visita oficial à União Soviética quando foi lá como convidada do presidente Mikhail Gorbachev e seu governo.

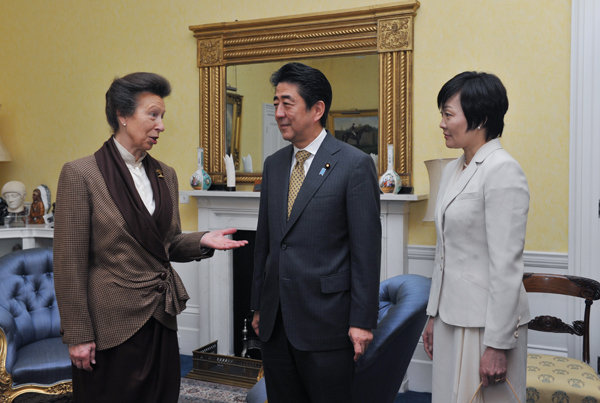
A Princesa Real conhecendo o primeiro-ministro japonês Shinzō Abe e sua esposa Akie Abe em 2014

Ana está envolvida com mais de 200 instituições de caridade e organizações a título oficial. Ela trabalha extensivamente para Save the Children, servindo como presidente de 1970 a 2017, e é patrona há mais de 50 anos. Ana visitou os projetos da organização em Bangladesh, Serra Leoa, África do Sul, Moçambique, Etiópia e Bósnia e Herzegovina. Como resultado de seu trabalho, ela foi indicada ao Prêmio Nobel da Paz em 1990 por Kenneth Kaunda, Presidente da Zâmbia. Ela iniciou o The Princess Royal Trust for Carers em 1991. Ana é a patrona da Transaid, uma instituição de caridade fundada pela Save the Children e pelo Chartered Institute of Logistics and Transport que visa fornecer transporte seguro e sustentável nos países em desenvolvimento. Ela também é a Patrona Real da WISE, uma organização que incentiva mulheres jovens a seguir carreiras em ciências, engenharia e construção. Seu extenso trabalho para a St. John Ambulance como Comandante-em-Chefe da St. John Ambulance Cadets tem ajudado a desenvolver muitos jovens, já que ela participa anualmente da Recepção do Prêmio Grande Prior. Ela é Patrona de Primeiros Socorros de St. Andrew. Ela é uma representante britânica no Comitê Olímpico Internacional como administradora, e foi membro do Comitê Organizador dos Jogos Olímpicos de Londres. Ela também atua como presidente da Associação Olímpica Britânica. Ela foi presidente do BAFTA de 1973 a 2001. Em 1985 ela se tornou presidente da Associação de Equitação para Deficientes após servir como patrona por quatorze anos. Em 1986 ela foi nomeada Mestre da Worshipful Company of Carmen. Ela mantém um relacionamento com o esporte estudantil e é a patrona das Universidades e Faculdades Britânicas de Esportes. Ela é patrona da Royal National Children's Foundation desde 2002 e do museu do patrimônio industrial, Aerospace Bristol, desde 2016.

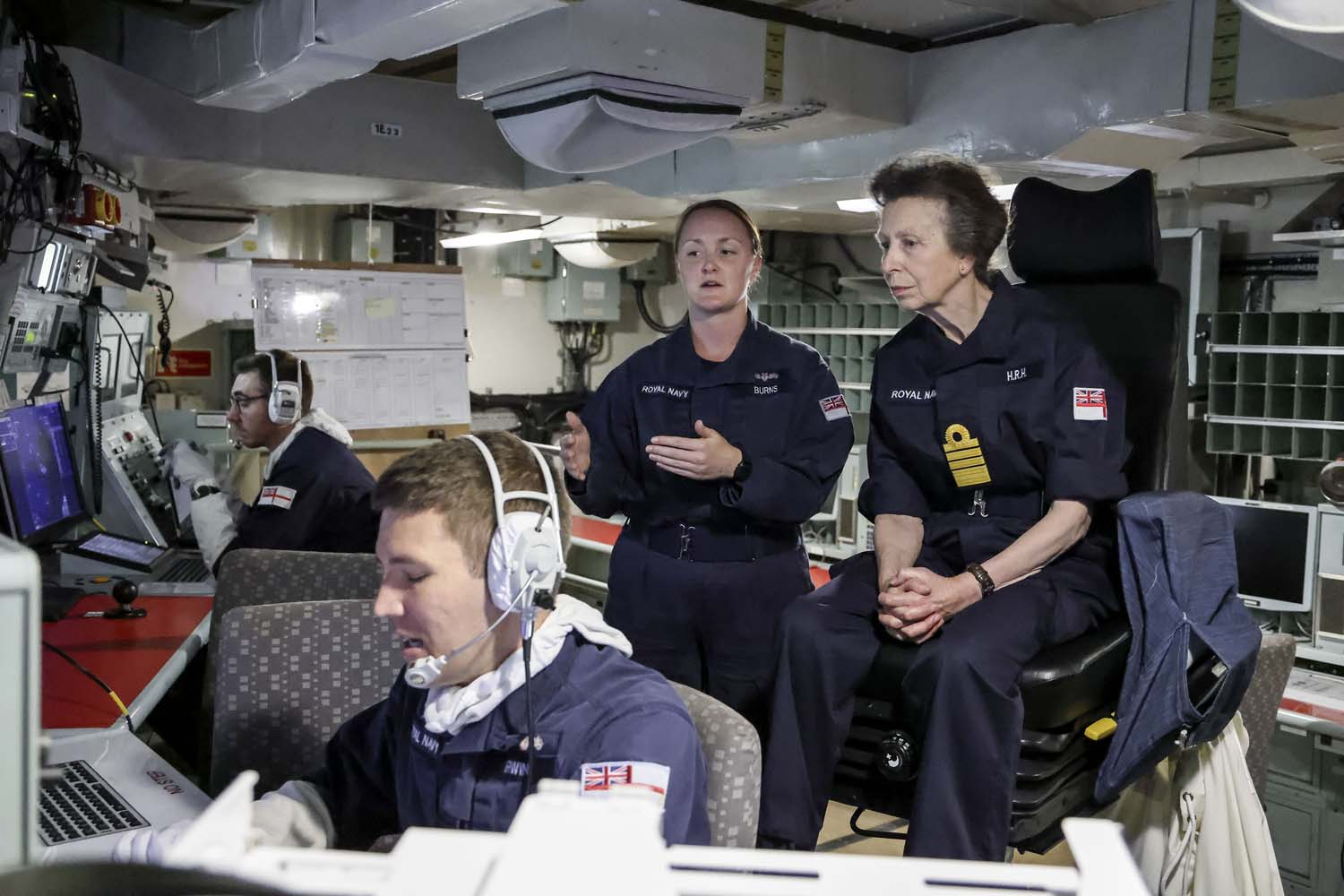
O HMS Albion teve o privilégio de receber seu patrocinador, SAR Princes Anne, quando ela visitou o navio enquanto participava do Exercício Joint Warrior 21 na costa noroeste da Escócia.

Após a aposentadoria da Rainha Mãe em 1981, Ana foi eleita pelos graduados da Universidade de Londres como Chanceler e está no cargo desde 1981. Ao longo de maio de 1996, Ana serviu como Alta Comissária de Sua Majestade na Assembleia Geral da Igreja da Escócia, e ocupou o cargo novamente em 2017. Em 2007, ela foi nomeada pela Rainha como Grã-Mestre da Real Ordem Vitoriana, uma posição que sua avó também ocupou. Ela é uma Royal Fellow da Royal Society e da Academia de Ciências Médicas. Royal Fellows são membros da Monarquia que são recomendados e eleitos pelo Conselho da Sociedade. A Royal Society tem apenas quatro Royal Fellows, incluindo a própria Princesa Real, o Príncipe de Gales, o Duque de Kent e o Duque de Cambridge. Ela é a primeira Royal Fellow da Academia de Ciências Médicas.
Ela foi eleita Chanceler da Universidade de Edimburgo a partir de 31 de março de 2011, sucedendo seu pai, que deixou o cargo em 2010. Da mesma forma, ela aceitou em 2011 os cargos de Presidente da City and Guilds of London Institute, Master of the Corporation of Trinity House e Presidente da Royal Society of Arts, também na sucessão de seu pai. Ela também é patrona do Royal College of Occupational Therapists, Royal (Dick) School of Veterinary Studies da Universidade de Edimburgo, Royal Holloway, Universidade de Londres, International Students House, Londres, Acid Survivors Trust International, Townswomen's Guilds and Citizens Advice.

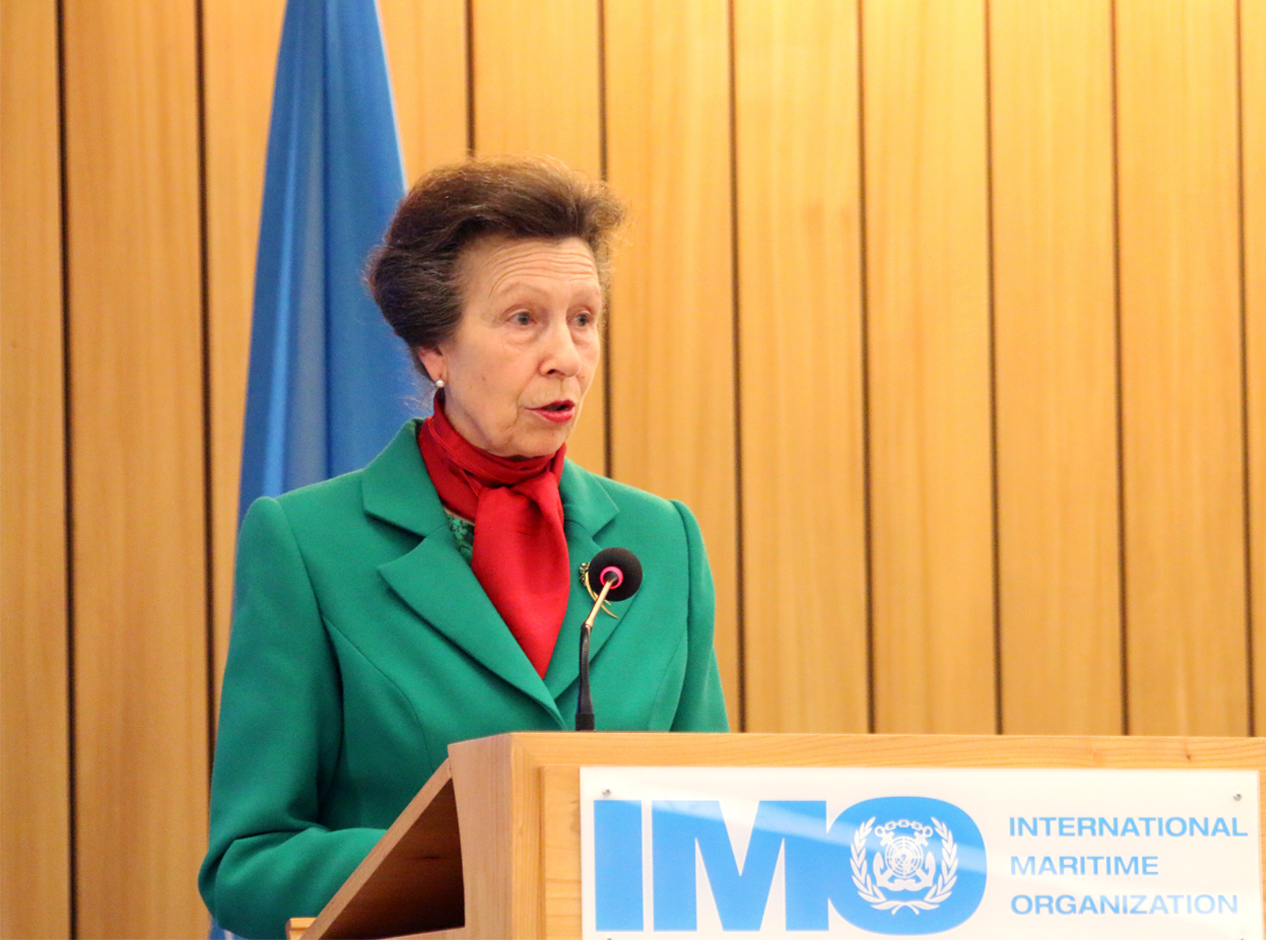
A Princesa Real falando na 100ª sessão do Comitê de Segurança Marítima em 2018

Ela representou a Grã-Bretanha no Comitê Olímpico Internacional nos Jogos Olímpicos de Inverno de Sochi em 2014 na Rússia. Em agosto de 2016, ela retornou ao país para visitar a cidade russa de Arkhangelsk para o 75º aniversário da Operação Dervish, que foi um dos primeiros comboios do Ártico da Segunda Guerra Mundial. Em setembro de 2016, a princesa sofreu de infecção no peito e foi obrigada a cancelar compromissos oficiais. No final de outubro de 2016, ela visitou o estado malaio de Sarawak para uma viagem de estudo de dois dias. Em 2017, ela se tornou Primeira Guardiã da Worshipful Company of Fishmongers e Governadora da Gresham's School.

## Imagem pública e estilo

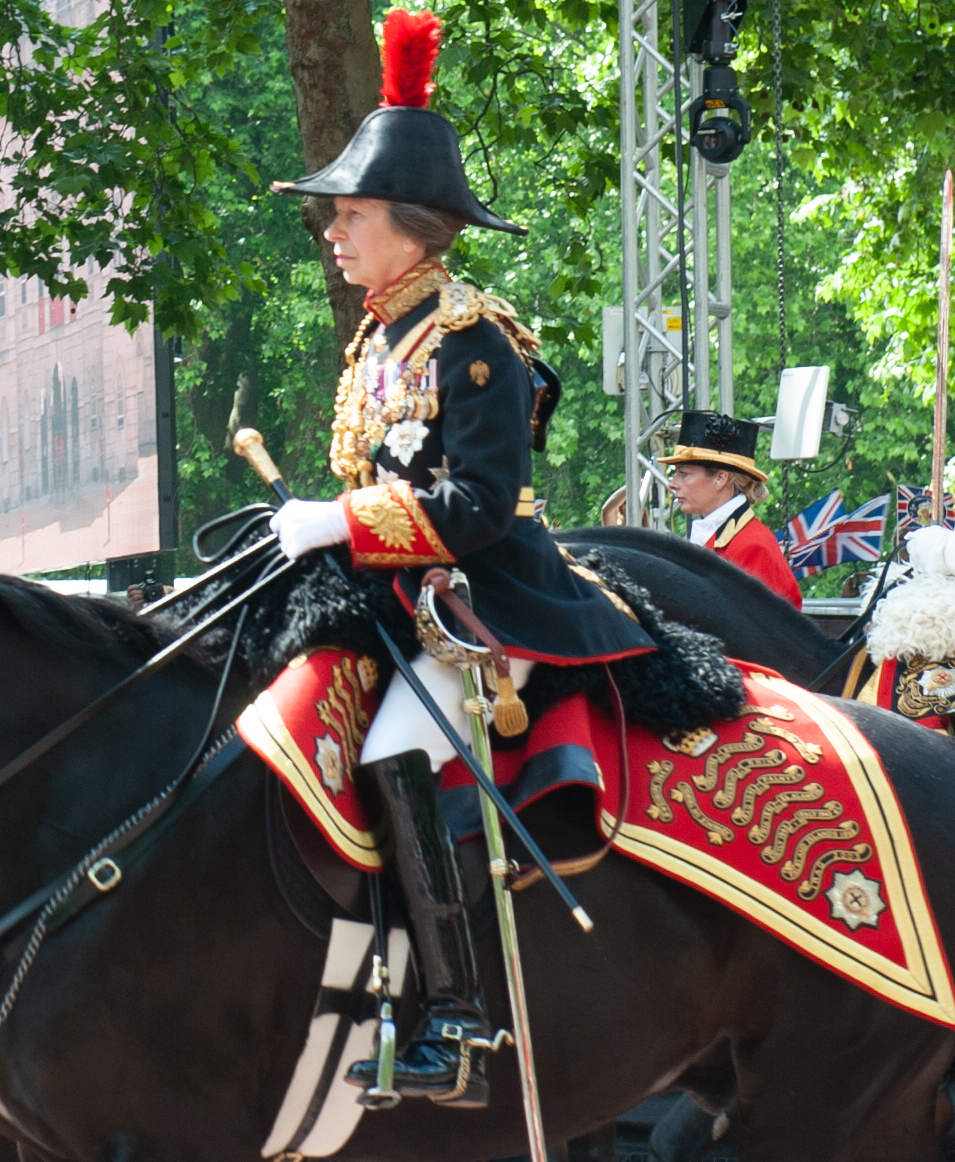
Princesa Ana no Trooping the Colour em junho de 2013

Ana foi chamada de "âncora mais confiável" da família real e um "farol do bom e antiquado serviço público", tendo realizado mais de 20.000 compromissos desde seu aniversário de 18 anos. A mídia muitas vezes chamava a jovem Anne de "arredondada" e "arrogante", dando-lhe o apelido de "sua grosseria real". A Vanity Fair escreveu que Ana "tem a reputação de ter herdado a famosa língua afiada de seu pai e a sagacidade vespa". Ana continua sendo uma das realezas mais populares da Grã-Bretanha. A editora do The Telegraph, Camilla Tominey, a chamou de "tesouro nacional", escrevendo que ela é "aclamada como uma das grandes inglesas excêntricas", cuja ética de trabalho contribui para sua consideração. Alegadamente, Ana "insiste em fazer sua própria maquiagem e cabelo" e se dirige a compromissos, tendo se declarado culpada de duas multas por excesso de velocidade por atraso. Em seus aniversários de 60 e 70 anos, a BBC e a Vanity Fair perguntaram se ela se aposentaria, e ela negou nas duas vezes, citando o exemplo de seus pais, bem como seu compromisso com seus deveres reais.
O editor da Vogue britânica Edward Enninful disse que "a princesa Ana é um verdadeiro ícone de estilo e era tudo sobre moda sustentável antes que o resto de nós realmente soubesse o que isso significava". Seu estilo é conhecido por sua atemporalidade; ela confia quase exclusivamente em marcas de moda britânicas, com tweed e ternos sob medida como suas marcas registradas. Ela é conhecida por usar "padrões arrojados e cores vibrantes". Nas décadas de 1970 e 1980, ela era frequentemente fotografada usando tendências como mangas bufantes, cardigãs, padrões florais brilhantes e listras multicoloridas. Ana também é uma das poucas mulheres da família real a usar uniforme militar. De acordo com o The Guardian, ela "raramente é vista sem um broche" durante os eventos reais. Seus estilos de chapelaria incluem bonés de jóquei e chapéus de várias cores e padrões ousados. Ana apareceu em três capas da Vogue britânica; depois de aparecer pela primeira vez na edição de setembro de 1971 aos 21 anos, ela também apareceu nas edições de maio e novembro de 1973, comemorando seu noivado com Mark Phillips. Ela foi destaque na reportagem de capa da edição de abril de 2020 da Vanity Fair.

## Títulos, estilos e honras

### Títulos e estilos

Monograma da Princesa Ana

- 15 de agosto de 1950 – 6 de fevereiro de 1952: "Sua Alteza Real, a Princesa Ana de Edimburgo"
- 6 de fevereiro de 1952 – 14 de novembro 1973: "Sua Alteza Real, a Princesa Ana"
- 14 de novembro de 1973 – 13 de junho de 1987: "Sua Alteza Real, a Princesa Ana, Sra. Mark Phillips"
- 13 de junho de 1987 – presente: "Sua Alteza Real, a Princesa Real" [85]

Brasão de armas de Ana, Princesa Real

### Honras
- 2 de junho de 1953: Medalha de Coroação da Rainha Isabel II
- 15 de agosto de 1969: Ordem da Família Real da Rainha Isabel II
- 15 de agosto de 1974: Dama Grande Cruz e Grã-Mestre da Real Ordem Vitoriana (GCVO) – (Grã-Mestre desde 20 de abril de 2007)[86][87]
- 6 de fevereiro de 1977: Medalha do Jubileu de Prata da Rainha Isabel II
- 1989: Decoração das Forças Canadenses (CD) com três fechos (1999, 2009, 2019)
- 1990: Companheira Extra da Ordem de Serviço da Rainha (QSO)
- 23 de abril de 1994: Cavaleira Real da Mais Nobre Ordem da Jarreteira (KG)[87][88]
- 30 de novembro de 2000: Cavaleira Extra da Mais Antiga e Nobre Ordem do Cardo (KT)[89]
- 6 de fevereiro de 2002: Medalha do Jubileu de Ouro da Rainha Isabel II
- 7 de junho de 2005: Medalha Comemorativa do Centenário de Saskatchewan[90]
- 29 de setembro de 2005: Grande Companheira Chefe da Ordem de Logohu (GCL)[91]
- 2009: Dama Grã-Cruz da Venerabilíssima Ordem do Hospital de São João de Jerusalém (GCStJ)
  - 1971–2009: Dama da Justiça da Venerável Ordem de São João de Jerusalém (DJStJ)
- 6 de fevereiro de 2012: Medalha do Jubileu de Diamante da Rainha Isabel II
- 6 de fevereiro de 2022: Medalha do Jubileu de Platina da Rainha Isabel II

#### Estrangeiro
Áustria
- 1969: Grande Condecoração de Honra em Ouro com Faixa por Serviços à República da Áustria[92]

 Finlândia
- 1969: Comandante Grã-Cruz da Ordem da Rosa Branca da Finlândia

 Japão
- 1971: Grande Cordão da Ordem da Coroa Preciosa

 Irã
- 1971: Medalha Comemorativa do 2500º Aniversário da fundação do Império Persa[93][94]

 Países Baixos
- 1972: Grã-Cruz da Ordem da Casa de Orange

 Luxemburgo
- 1972: Grã-Cruz da Ordem da Coroa de Carvalho

 Iugoslávia
- 1972: Membro 1ª Classe da Ordem da Bandeira Iugoslava

 Espanha
- 2017: Ordem de Isabel a Católica[95]

 Madagascar
- 2017: Grã-Cruz 2ª Classe da Ordem Nacional de Madagascar

 Chile
- 2021: Grã-Cruz da Ordem do Mérito

### Patentes Militares
Tal como acontece com outros membros da realeza sênior, a Princesa Ana tem vários compromissos nas forças armadas dos reinos da Commonwealth:
 Austrália
- Austrália 1977– : Coronel-Chefe do Royal Australian Corps of Signals[96]
- Austrália 2011– : Coronel-Chefe do Royal Australian Corps of Transport[97]

 Canadá
- 1972– : Coronel-Chefe dos 8º Hussardos Canadenses (da Princesa Luísa)[98]
- 1977– : Coronel-chefe dos Grey e Simcoe Foresters
- 1977– : Coronel-Chefe do Ramo de Comunicações e Eletrônica
- 1982– : Coronel-Chefe do Royal Regina Rifles[99]
- 1987– : Coronel-Chefe do Regimento Real de Terra Nova
- 2003– : Coronel-Chefe do Royal Canadian Medical Service
- 2014– : Coronel-Chefe dos Royal Canadian Hussars[100]
- 2015– : Comodora-Chefe da Marinha Real Canadense (Frota do Pacífico)[101]
- 2017– : Comissária Adjunta da Real Polícia Montada do Canadá[102]

 Nova Zelândia
- 1977– : Coronel-Chefe do Corpo de Enfermagem do Exército Real da Nova Zelândia[96]
- 1977– : Coronel-Chefe do Royal New Zealand Corps of Signals[96]

 Reino Unido
- 1970– : Coronel-Chefe do Worcestershire and Sherwood Foresters Regiment
- 1977– : Coronel-Chefe do Royal Corps of Signals
- 1981– : Comandante-Chefe do First Aid Nursing Yeomanry (Corpo de Voluntários da Princesa Real)[103]
- 1983–2006: Coronel-Chefe dos Royal Scots (O Regimento Real)[96]
- 1989– : Coronel Honorário Real da Universidade de Londres OTC[96]
- 1992– : Coronel-Chefe dos Hussardos Reais do Rei
- 1992– : Coronel-Chefe do Royal Logistic Corps
- 1993– : Coronel-Chefe Afiliado dos Sinais Gurkha da Rainha[96]
- 1993– : Coronel-chefe afiliado do Regimento Logístico Gurkha da Rainha[96]
- 1998– : Coronel dos Blues and Royals[96]
- 2003– : Coronel-Chefe do Corpo Veterinário do Exército Real
- 2006– : Coronel Real dos Royal Scots Borderers, 1º Batalhão Regimento Real da Escócia[96]
- 2006– : Coronel Real do 52º Lowland, 6º Batalhão Regimento Real da Escócia[96]
- 1977–2011: Comodora Aérea Honorário da RAF Lyneham[96]
- 1993– : Comodora Honorária do Ar da University of London Air Squadron[96]
- 2011– : Comodora Honorária do Ar da RAF Brize Norton
- 1974–1993: Comandante Chefe do Serviço Naval Real Feminino[104]
- 1993– : Comandante Chefe das Mulheres na Marinha Real[105]
- 2006– : Comodora-chefe do HMNB Portsmouth[106]
- 2021– : Almirante do Corpo de Cadetes do Mar[107]
- 1988– : Senhora Patrocinadora do HMS Talent (S92)[108]</ref>
- 2001– : Senhora Patrocinadora do HMS Albion (L14)[108][109]

#### Fileiras militares
- Marinha Real Britânica 15 de agosto de 1993: Contra-Almirante
- Marinha Real Britânica 15 de agosto de 2009: Vice-Almirante
- Marinha Real Britânica 15 de agosto de 2012: Almirante[110]
- Exército Britânico 15 de agosto de 2020: General
- Força Aérea Real 15 de agosto de 2020: Marechal do Ar[110][111]

## Descendência
| Nome           | Nascimento             | Casamento           | Casamento    | Seus filhos                                                          |
| Nome           | Nascimento             | Data                | Cônjuge      | Seus filhos                                                          |
| -------------- | ---------------------- | ------------------- | ------------ | -------------------------------------------------------------------- |
| Peter Phillips | 15 de novembro de 1977 | 17 de maio de 2008  | Autumn Kelly | Savannah Phillips (n. 2010) Isla Phillips (n. 2012)                  |
| Zara Tindall   | 15 de maio de 1981     | 30 de julho de 2011 | Mike Tindall | Mia Tindall (n. 2014) Lena Tindall (n. 2018) Lucas Tindall (n. 2021) |